# David Whitmer
David Whitmer (Harrisburg, 7 de janeiro de 1805 –Denver, 25 de janeiro de 1888) foi um religioso estadunidense, um dos primeiros aderentes do Movimento dos Santos dos Últimos Dias que viria a ser uma das Três testemunhas do Livro de Mórmon.
David Whitmer precisava plantar semente de trigo na fazenda da família e espalhar gesso, que era usado como fertilizante. Ele foi inspirado e sentiu que deveria ajudar Joseph e Oliver depois de terminar essas tarefas. 
“David foi ao campo e percebeu que teria dois dias inteiros de trabalho árduo diante dele.
(…) Ele então prendeu os cavalos ao arado e em vez de dividir o campo em áreas, como
chamam os fazendeiros, arou por todo o campo até que chegou meio-dia. Decidiu então
parar para comer algo, olhou em volta e percebeu que, para sua surpresa, havia arado toda
a metade do trigo. Depois de comer, continuou fazendo o mesmo que antes e quando
chegou a noite, ele havia acabado o trabalho que duraria dois dias.
Ao entrar no campo naquela mesma noite, seu pai viu o que havia sido feito e disse: ‘Só
pode ter sido um poder maior que o possibilitou fazer isso e acho que é melhor ir à Pensilvânia
assim que a camada de gesso esteja pronta’.
Na manhã seguinte, David pegou um balde de madeira e foi ao campo para aplicar o gesso
que ele tinha deixado dois dias antes, empilhado perto da casa de sua irmã. Ao chegar ao
local, no entanto, viu que não estava mais lá! Depois disso, foi até sua irmã e a perguntou
se ela sabia o que havia acontecido com o gesso. Surpresa, ela disse: ‘Por que está perguntando
isso pra mim? Já não estava tudo pronto ontem?’
‘Não que eu saiba’, respondeu David.
‘Fiquei impressionada com isso’, respondeu a irmã, ‘porque as crianças vieram a mim pela
manhã e me imploraram para sair e ver os homens fertilizando o campo. Elas disseram que
nunca haviam visto alguém aplicar gesso de maneira tão rápida. Decidi então ir ao campo e
lá vi três homens trabalhando, exatamente como as crianças haviam dito, mas, como supus
que você havia os contratado para ajudar devido a sua pressa, voltei para casa e não me
preocupei mais com esse assunto’.
David interrogou tanto seus parentes quanto vizinhos sobre esse assunto, mas ninguém
sabia quem tinha feito aquilo” (Lucy Mack Smith, History of Joseph Smith by His Mother,
comp. Preston Nibley, 1958, pp. 148–149).